# Asmate scutelaria
Asmate scutelaria là một loài bướm đêm trong họ Geometridae.